# جيري كارل
جيري كارل (بالإنجليزية: Jerry Karl)‏ هو مهندس أمريكي، ولد في 29 أبريل 1941 في مقاطعة يورك في الولايات المتحدة، وتوفي في 16 فبراير 2008 في بالتيمور في الولايات المتحدة.

## روابط خارجية
- جيري كارل على موقع DriverDB.com (الإنجليزية)